# 帕茨坎奧沃
48°35′7″N 22°36′14″E / 48.58528°N 22.60389°E

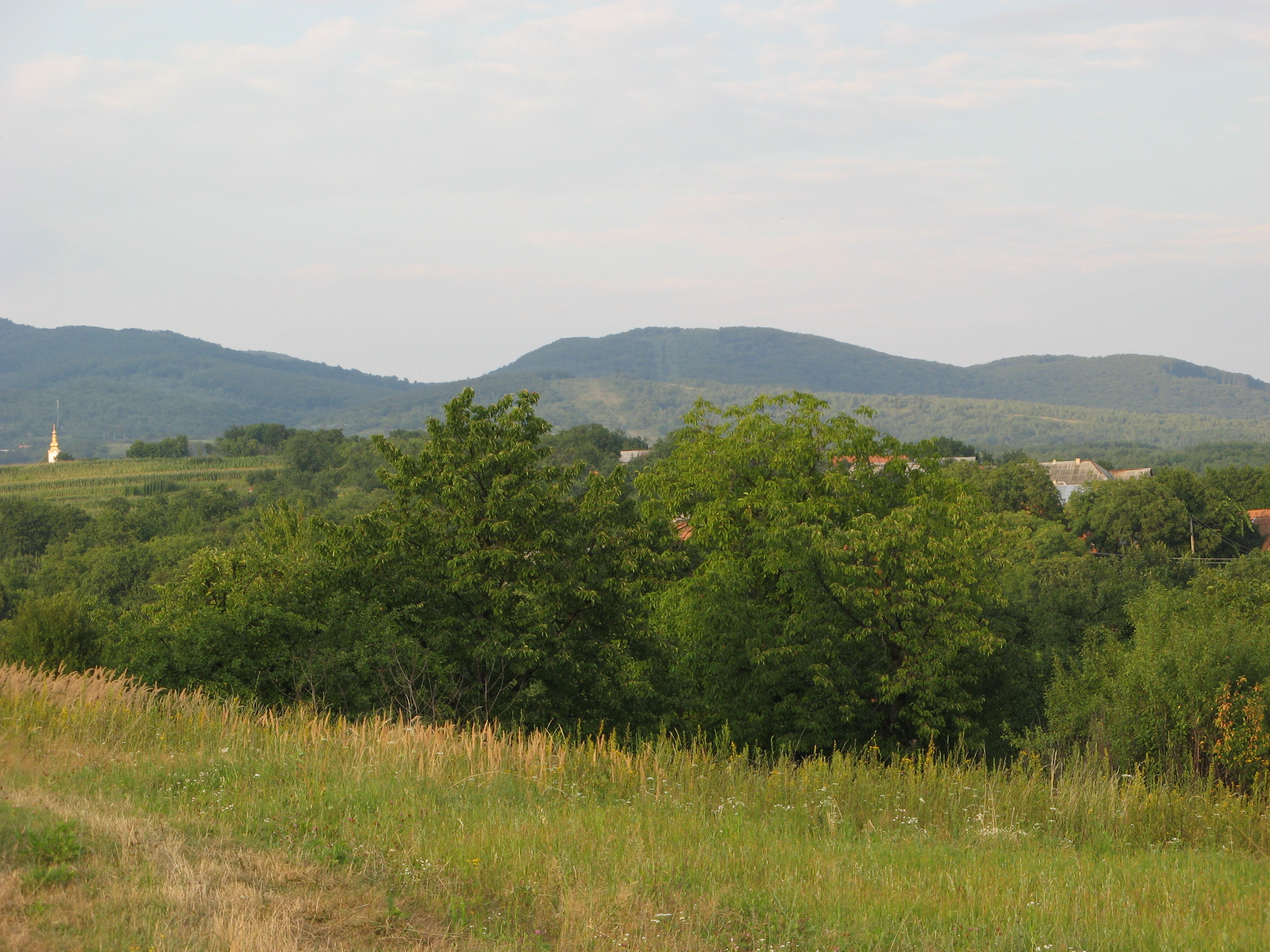

帕茨坎奧沃（烏克蘭語：Пацканьово）是位於烏克蘭西部外喀爾巴阡州的烏日霍羅德區的村莊，始建於1600年，面積0.27平方公里，2001年人口1,074，人口密度每平方公里3,977.78人。